# Ланн, Жан-Клод
Жан-Клод Ланн (фр. Jean-Claude Lanne; род. 1947, Кодеран, ныне в составе Бордо) — французский литературовед, славист, переводчик. Исследователь русского авангарда, ведущий французский хлебниковед.

## Биография
Окончил Высшую нормальную школу (1971). Профессор Университета Лион-3 (1980—2016), руководитель научно-исследовательского Центра славистики при университете (1998—2013).
Опубликовал двухтомную монографию «Велимир Хлебников — поэт-футурист» (фр. Velimir Khlebnikov: poète futurien; 1983). Продолжил работу над французскими переводами текстов Велимира Хлебникова, начатую до него Иваном Миньо. Считается ведущим французским специалистом по Хлебникову.

## Награды и премии
- Международная отметина имени отца русского футуризма Давида Бурлюка (2010)[3][4]